# Liquid Paper (marque)

‌
Liquid Paper est une marque de correcteur liquide appartenant à Newell Brands, la première à avoir été brevetée. Utilisé à l'origine pour corriger des erreurs à la machine à écrire, ce correcteur est aujourd'hui plutôt utilisé lors de l'écriture au stylo.

## Histoire de la marque
En 1951, Bette Nesmith Graham commence à chercher une méthode pour corriger proprement les erreurs qu'elle commettait à la machine à écrire. Son invention est appelée dès lors Mistake Out et est composé de peinture Tempera mélangée au robot culinaire. Les premiers utilisateurs de ce nouveau produit sont les collègues de travail de Graham, à qui elle distribue des pots portant déjà une étiquette indiquant le nom du produit.
Dès 1956, Graham créé une compagnie sous le nom de Mistake Out Company, pour laquelle elle travaille les soirs et fins de semaines pour produire de modeste quantités du liquide. Elle aurait été renvoyée de son emploi principal de secrétaire après avoir tapé sur un document le nom de sa compagnie et non celui de son employeur (Texas Bank Trust). Après cette erreur, elle décide de vouer tout son temps à sa compagnie.
Elle offre d'abord le produit à la firme IBM qui refuse. Les ventes ne deviennent profitable qu'à partir de 1968 et elle vend finalement la compagnie à Gillette pour la somme de 47,5 millions de dollars (avec redevances additionnelles) en 1979.
La marque est acquise en 2000 par Newell Rubbermaid. Dans certaines régions du monde, Liquid Paper est vendu sous la marque Paper Mate.
L'héritier principal de Graham est Michael Nesmith, devenu connu dès les années 1960 pour son implication au sein du groupe The Monkees.

## Ingrédients
La fiche de données de sécurité du produit indique qu'il contient de nos jours du dioxyde de titane, du distillat à base de pétrole, de la résine, du dispersant ainsi que des fragrances.

## Galerie

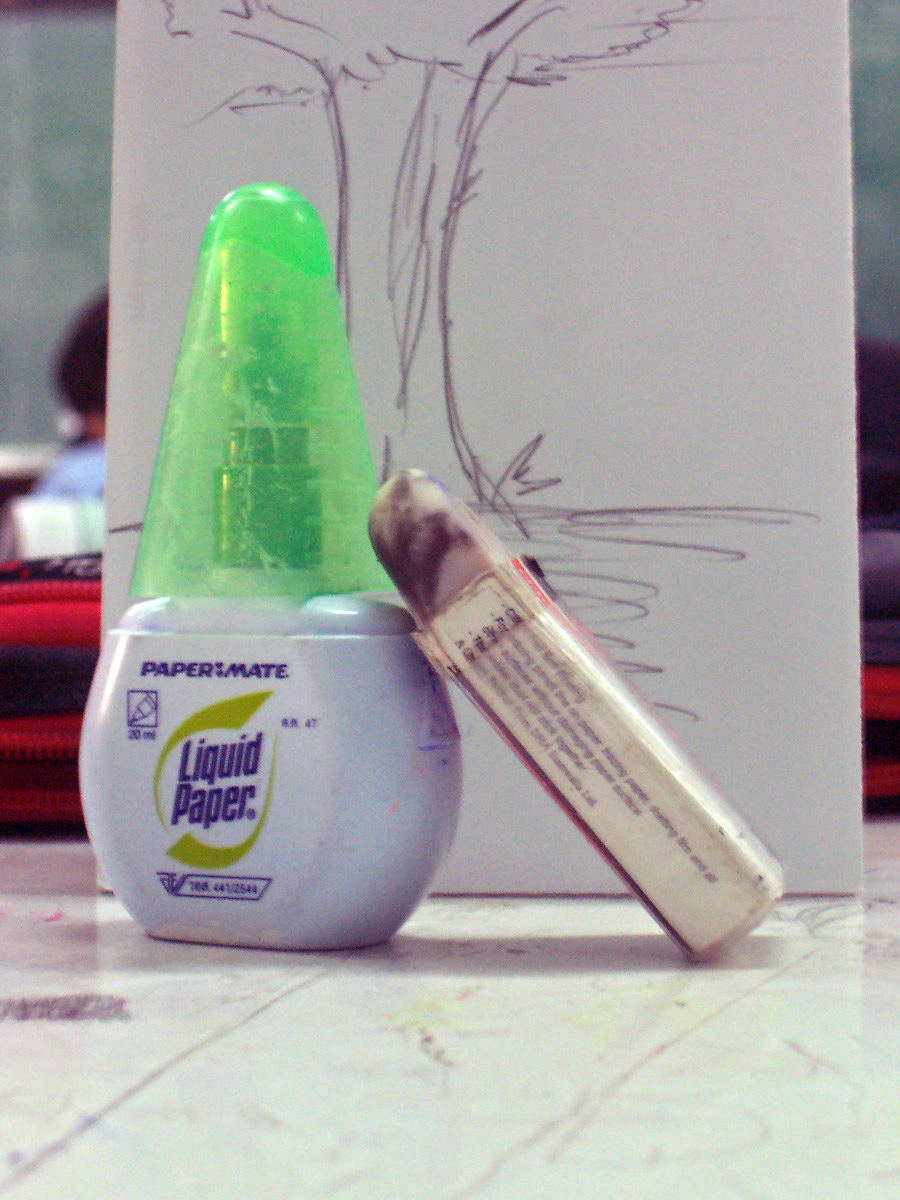
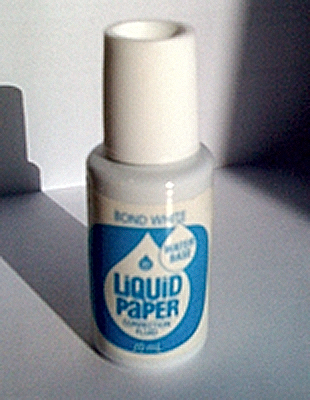